# Градимир Петровић
Градимир Петровић (Борин До, 1935 — Београд, 2001) био је српски сликар и професор сликарства на Факултету примењених уметности у Београду.

## Биографија
Дипломирао је на одсеку за зидно сликарство на Факултету примењених уметности и дизајна у Београду, 1960. године. Завршио је постдипломске студије на Факултету ликовних уметности у класи професора Мила Милуновића, 1963. године. Свој педагошки рад започео је у Школи за дизајн у Београду као наставник на предмету Цртање и сликање током 1963. и 1964.године. Био је редовни професор на предмету Зидно сликарство на Факултету примењених уметности и дизајна у Београду, декан факултета као и проректор Универзитета уметности у Београду.
Добитник је многих награда: Награда на изложби младих југословенских стваралаца (1960), награда за ликовно обликовање Дома омладине Београда (1962), УЛУС-ова награда за сликарство (1967), Награда југословенског бијенала цртежа у Сомбору (1969), награда југословенског портрета у Тузли (1975), Награда Савремене изложбе ликовних умјетности у Сарајеву (1975), Награда ликовне колоније Сићево (1975), награда Октобарског салона (1990). Био је члан је УЛУС-а (1962) и ЛАДА-е (1970).
Његова супруга Добрила Петровић је професор, а син Миомир Петровић је књижевник.

## Самосталне изложбе
Ликовна галерија Франце Прешерен, Крањ (1960); Галерија позоришта Атеље 212, Београд (1964); Галерија Коларчевог Народног Универзитета, Београд (1965); Галерија графичког колектива, Београд (1966); Галерија савремене српске уметности, Ниш (1970); Галерија Народног музеја Крушевца (1972); Галерија савремене уметности, Ечка (1972); Галерија културног центра Београда (1973); Галерија културног центра Скопља (1974); Галерија 73, Београд (1976), Мали ликовни салон, Нови Сад (1980); Галерија културног центра Београда (1981); Галерија културног центра Београда (1985); Галерија студенстског културног центра, Крагујевац (1991); Галерија Дома ЈНА, Земун (1991); Галерија УЛУС, Београд (1994); Ликовна галерија, Прокупље (1995); Градска галерија, ретроспективна изложба, Димитровград (2002).

## Колективне изложбе
Млади југословенски уметници, Београд (1960); Годишња изложба УЛУС-а, Београд (1962); Октобарски салон, Ријечки салон, Ријека (1963); Октобарски салон, Београд (1964); Изложба српских уметника, Ниш (1965); Октобарски салон, Београд (1966, 1967); Изложба групе југословенских уметника, Фиренца, Италија (1967); Изложба кандидата за бијенале младих у Паризу (1967); Октобарски салон, Београд (1969, 1970, 1971, 1972, 1973, 1974, 1975, 1976, 1977, 1978, 1979, 1980, 1981, 1982, 1985, 1988, 1990, 1993); Тријенале југословенске ликовне уметности, Београд (1970); Међународна изложба ликовне уметности, Праг, Чехословачка (1970); Међународна изложба ликовних уметности, Варшава, Пољска (1970); Изложба групе југословенских сликара, Женева, Швајцарска (1972); Изложба савременог српског сликарства, Љубљана (1973); Актуелности у српској ликовној уметности, Београд (1977); Изложба савременог српског сликарства, Солун, Грчка (1977); Међународна изложба сликарства, Луцерн, Швајцарска (1982); Изложба откупа Музеја савремене уметности у Београду (1984); Изложба наставника југословенских ликовних академија и факултета, Нови Сад (1990); Изложба српских уметника у Галерији 73, Београд (1991); Изложба откупа са Октобарских салона, Народни музеј (1992); Изложба југословенског сликарства, Пекинг, Кина (2000).

## Радови из области зидног сликарства
Црвени витраж, СО Савски венац, Београд; Плави витраж, СО Савски венац, Београд; Витраж „Птица“, Београдска банка, Пирот; Витраж „Композиција“, Дирекција индустрије „1. мај“, Пирот; Мозаик Дома културе у Пријепољу; Мозаик (коаутор Саво Ракочевић), Чикаго, САД; Таписерија „Пролеће“, РК „Звездара“, Београд; Позоришна завеса Југословенског Драмског Позоришта, Београд.
Радови Градимира Петровића се налазе у Београду: Народни музеј, Музеј савремене уметности, Музеј града Београда, Културни центар Београда; Чешкој: Роуднице над Лабом, САД: Галерија Савремене уметности Филаделфија - Галерија савремене источноевропске уметности; Нишу: Галерија савремене српске уметности.
Радови - уља, гвашеви, пастели, цртежи – се налазе у бројним колекцијама у земљи и иностранству: Београд, Ниш, Димитровград, Крагујевац, Нови Сад, Зрењанин, Крушевац, Прокупље, Загреб, Ријека, Љубљана, Крањ, Сарајево, Мостар, Тузла, Беч, Париз, Фиренца, Крит, Букурешт, Хелсинки, Стокхолм, Брисел, Копенхаген, Варшава, Женева, Цирих, Хајделберг, Луцерн, Њујорк, Чикаго, Сао Пауло, Филаделфија.